# Porta di Kyrenia
La Porta di Kyrenia, (in greco Πύλη της Κερύνειας?, in turco Girne Kapısı, storicamente conosciuta in italiano come Porta del Provveditore) è una porta nelle mura di Nicosia, a Nicosia Nord, a Cipro del Nord. Era la porta utilizzata per il trasporto verso le aree settentrionali, in particolare Kyrenia.
La porta fu costruita nel 1567 dai veneziani, come parte della nuova cinta muraria. Fu restaurata dagli ottomani nel 1821 e fu aggiunta una vedetta al cancello per una probabile rivolta greca.
Oggi, la porta è utilizzata come ufficio di informazioni turistiche dalla municipalità turca di Nicosia.
Alla porta sono appese delle lapidi di epoche diverse. Una di queste è in latino e risale al periodo veneziano, recante la data "MDLXII", (1562) quando fu avviata la costruzione della porta. Il testo in latino fu riscoperto quando un'iscrizione del Corano posta dagli ottomani su di esso fu rimossa nel 1931 dagli inglesi. Nello stesso anno sulla porta furono incise "1931" e "GVRI", che è l'abbreviazione di "George V Rex et Imperator " ("Giorgio V, Re e Imperatore") per segnare la data della ristrutturazione e del monarca britannico regnante. Una terza iscrizione fu posta dagli ottomani nel 1821, che all'epoca rinnovarono la porta, e reca la tughra di Mahmud II. Il testo in caratteri arabi recita: "O Muhammad, riferisci questa notizia a coloro che hanno creduto: la vittoria viene da Allah e la sua celebrazione è imminente. Oh, l'apritore delle porte, apri le porte che conducono al bene". L'iscrizione è stata scritta da Sayyid Fazullah Dede, il capo della Nicosia Mevlevi Lodge, il cui edificio è oggi conservato come Museo Mevlevi Tekke.

## Etimologia
La porta era chiamata dai veneziani "Porta del Provveditore" quando fu costruita per la prima volta. Kevork K. Keshishian afferma che la parola "Provveditore" è usata con il significato in italiano di "governatore militare" e il nome della porta si riferisce al governatore di Cipro. Si ritiene che la porta prese il nome da un architetto militare, il Provveditore Francesco Barbaro. Keshishian afferma che Barbaro fosse "provveditore". In seguito la porta fu chiamata anche "Porta Bembo", da Laurenco Bembo, che fu governatore dell'isola. Durante il periodo ottomano la porta era chiamata "Porta di Edirne". Essa era anche conosciuta come la "Porta della Fortezza" per la presenza di munizioni nel Bastione dell'Armeria a ovest.

## Storia e utilizzo
Le mura della città di Nicosia, alte 12 metri, che sembrano piuttosto massicce, formano un cerchio. I veneziani ricostruirono le mura di Nicosia tra il 1566 e il 1568. La Porta di Kyrenia fu costruita nel 1567. La porta si apriva all'alba e si chiudeva al tramonto. La Porta di Kyrenia Gate corrisponde a un breve passaggio con archi a tutto sesto e la stanza di guardia a pianta quadrata costruita nella parte superiore del portale è coperta da una cupola.
Nel 1821, la porta subì un'importante riparazione dagli ottomani. In quel momento costruirono un secondo piano alla Porta, che veniva utilizzato come corpo di guardia. Lo scopo della costruzione di questo piano era quello di proteggere la città da una possibile rivolta greca. Durante i lavori fu ritrovata una lapide dei veneziani che descriveva la costruzione della porta. Questa tavoletta è posta sopra l'arco della porta. C'è un'iscrizione costituita da un capitolo del Corano sulla tavoletta sul lato rivolto verso l'esterno della città, e accanto ad essa c'è l'iscrizione 1931, data in cui furono demolite le pareti su entrambi i lati della porta. La sura fu scritta dal calligrafo Sheikh Feyzi Dede. Sul lato rivolto verso la città, vi è la tughra di Mahmud.